# دايفيد ديفيز (ممثل)
دايفيد ديفيز (بالإنجليزية: David Davies)‏ هو ممثل بريطاني (وحمل سابقاً جنسية المملكة المتحدة لبريطانيا العظمى وأيرلندا)، ولد في 3 أبريل 1906 في المملكة المتحدة، وتوفي بنفس المكان في 1 يونيو 1974.

## أعمال

### أفلام
- (1950) جزيرة الكنز[4][5]

## وصلات خارجية
- دايفيد ديفيز على موقع IMDb (الإنجليزية)
- دايفيد ديفيز على موقع ألو سيني (الفرنسية)
- دايفيد ديفيز على موقع أول موفي (الإنجليزية)
- دايفيد ديفيز على موقع قاعدة بيانات الأفلام السويدية (السويدية)
- دايفيد ديفيز على موقع قاعدة بيانات الفيلم (الإنجليزية)
- دايفيد ديفيز على موقع كينوبويسك (الروسية)